# Al Ttay
Al Ttay (in arabo الطي‎?), anche detto Al Tay, è una comunità dell'Emirato di Dubai, negli Emirati Arabi Uniti. Si trova nel Settore 2 nella zona settentrionale di Dubai al confine con l'Emirato di Sharjah. 

## Territorio
Il territorio occupa una lunga striscia di terra di 10,5 km² nella zona nord-orientale di Dubai, lungo il confine con l'Emirato di Sharjah al limite dell'area urbana orientale.
L'area è delimitata a nord dalla Municipalità di Sharjah il cui confine in quel tratto corre a circa metà strada fra la Amman Street (D 97) e la Maleha Road (E 102), a est dalla Emirates Road (E 611), a sud dalla Amman Street e ad ovest dal prolungamento verso il confine della Al Amardi Street.
Al Ttay presenta insediamenti commerciali e di edilizia popolare con alcuni uffici governativi.
Non vi sono fermate della metropolitana nel quartiere, e le uniche linee pubbliche di superficie scorrono lungo la   Amman Street sul bordo meridionale del quartiere.